# Ленгефелд
Ленгефелд (њем. Lengefeld) град је у њемачкој савезној држави Саксонија. Једно је од 69 општинских средишта округа Ерцгебирге. Према процјени из 2010. у граду је живјело 4.567 становника. Посједује регионалну шифру (AGS) 14521360.

## Географски и демографски подаци
Ленгефелд се налази у савезној држави Саксонија у округу Ерцгебирге. Град се налази на надморској висини од 440 метара. Површина општине износи 47,5 km². У самом граду је, према процјени из 2010. године, живјело 4.567 становника. Просјечна густина становништва износи 96 становника/km².